# إيدار-أوبرشتاين
ايدار اوبراشتاين (بالألمانية: Idar-Oberstein) هي بلدة ألمانية تقع في ألمانيا في راينلند بالاتينات.  يقدر عدد سكانها بـ 31,791 نسمة.

## جغرافياً
تقع إيدار-أوبرشتاين في الزاوية الجنوبية من هانسروك على ضفتي نهر ناهي.

## المدن التوأمة
مدن ليه مورو، أتشيكورت و مارغيت هي مدن توأمة لإيدار أوبرشتاين.

## أعلام
- هولغر مولر
- بروس ويليس
- إرنست رودلف هوبر
- برونو زيمر
- راينر بلات